# HMS Thunderer (1783)
El HMS Thunderer, fue un navío de línea de la Royal Navy de 74 cañones, botado en 1783.
Participó en el combate del Glorioso Primero de Junio. En la batalla de Trafalgar donde estuvo mandado por John Stockham, resultando cuatro miembros de la tripulación muertos y 12 heridos. En noviembre de 1808 es retirado del servicio, y vendido para el desguace en marzo de 1814.